# FC Iskra-Stal Rîbnița
Az FC Iskra-Stal Rîbnița egy moldáv labdarúgócsapat.

## Története
A csapat a Moldáv labdarúgó-bajnokság első osztályában szerepel.

## Jelenlegi játékosok
| #  |         | Poszt | Név              |
| -- | ------- | ----- | ---------------- |
| 1  | Moldova | K     | Anatoli Leu      |
| 12 | Moldova | K     | Aleksandr Dumik  |
| 2  | Moldova | V     | Serghey Gafina   |
| 3  | Moldova | V     | Victor Verbetski |
| 4  | Moldova | V     | Maksim Sychev    |
| 5  | Moldova | V     | Andrey Donic     |
| 13 | Moldova | V     | Vasili Arlet     |
| 15 | Moldova | V     | Andrey Shargu    |
| 23 | Ukrajna | V     | Igor Chernomor   |
| 6  | Moldova | KP    | Viktor Barishev  |
| 7  | Moldova | KP    | Maksim Gerin     |

| #  |         | Poszt | Név                  |
| -- | ------- | ----- | -------------------- |
| 14 | Moldova | KP    | Yuri Romanyuk        |
| 17 | Ukrajna | KP    | Dmitri Yefimov       |
| 19 | Moldova | KP    | Nicolai Josan        |
| 21 | Moldova | KP    | Andrey Burkovski     |
| 8  | Moldova | CS    | Gennadi Loshkan      |
| 9  | Moldova | CS    | Igor Tampei          |
| 10 | Moldova | CS    | Vladimir Melnichenko |
| 11 | Moldova | CS    | Sergey Chaian        |
| 16 | Moldova | CS    | Serghey Gritiuc      |
| 20 | Moldova | CS    | Oleg Soimu           |

## Külső hivatkozások
- Az UEFA honlapján